# Anastasiya Shkurdai
Anastasiya Shkurdai, née le 3 janvier 2003, est une nageuse biélorusse spécialiste du papillon. Elle remporte le titre européen en petit bassin en 2019.

## Carrière
Participant aux Jeux olympiques de la jeunesse de 2018 à Buenos Aires, Anastasiya Shkurdai remporte la médaille de bronze sur 100 m papillon en 59 s 76 derrière la Russe Polina Egorova (59 s 22) et l'Allemande Angelina Köhler. Elle monte aussi sur la deuxième marche du podium sur le 50 m papillon en 26 s 62 derrière la Suédoise Sara Junevik et devant la Russe Egorova et l'Allemande Korhler.
Aux Championnats du monde juniors 2019, elle termine 2e du 100 m papillon en 57 s 98 derrière l'Américaine Torri Huske (57 s 71) et devant l'Américaine Claire Curzan. La même année, elle est également double championne d'Europe junior sur le 50 m et le 100 m papillon et médaillée de bronze sur le 200 m dos.
Lors des demi-finales du 100 m papillon aux Europe en petit bassin 2019, elle établit un nouveau record de Biélorussie et un nouveau record d'Europe junior de la distance en 25 s 34. L'ancien record national, établit par Aliaksandra Herasimenia en 2012, était de 25 s 53. En finale, elle abaisse une nouvelle fois le record d'Europe junior à 25 s 28 et remporte l'or. Shkurdai termine également 5e du 50 m papillon.